# Offensives du Panchir
Pour les articles homonymes, voir Panchir (homonymie).
Guerre d'Afghanistan
Les offensives du Panchir (en russe : Пандшерская операция, littéralement : « opérations du Panchir ») sont une série de batailles entre l'armée rouge et des groupes de moudjahidines afghans menés par Ahmed Chah Massoud pour le contrôle stratégique de la vallée du Panchir pendant la guerre d'Afghanistan dans la période allant de 1980 à 1985.
Ces batailles voient certains des combats les plus violents de toute la guerre, mais en dépit de neuf attaques, les Soviétiques et leurs alliés communistes afghans ne furent pas en mesure de maîtriser le Panchir.

## Un objectif stratégique
La vallée du Panchir se situe à 70 km au nord de Kaboul, dans les montagnes de l'Hindu Kush à proximité du col de Salang qui relie Kaboul aux régions du nord de l'Afghanistan et plus loin sur l'Ouzbékistan, qui fait alors partie de l'Union soviétique. En juin 1979, une insurrection dirigée par Massoud expulse toutes les forces gouvernementales et la vallée devient un bastion de guérilla. Du Panchir, des groupes de moudjahidines effectuent fréquemment des embuscades contre les convois soviétiques apportant des fournitures à la 40e armée stationné en Afghanistan. Le col de Salang devient un endroit dangereux et des camionneurs soviétiques sont même décorés pour avoir réussi à le passer. La pression exercée sur le système logistique oblige le commandement soviétique à tenter de déloger les rebelles.

## Stratégie soviétique
Les offensives soviétiques dans la vallée du Panchir ont trois caractéristiques tactiques principales : une concentration des moyens aériens, y compris des bombardements aériens étendus d'une zone cible suivis par le débarquement de forces héliportées pour arrêter le retrait des forces ennemies et attaquer l'ennemi depuis des positions inattendues et une entrée de forces mécanisées dans les zones de soutien à la guérilla en conjonction avec l'atterrissage des troupes héliportées. 
Les tactiques de ce type causent énormément de dommages dans les populations civiles de ces régions et ont amené à parler de génocide. Pour reprendre l'analogie maoïste, « si les guérilleros sont des poissons nageant dans l'eau de la population, alors le but est de vider le bocal ». 
Et en forçant une migration de masse des civils de la vallée du Panchir et en détruisant toutes les cultures et le bétail, les Soviétiques espèrent priver Massoud des ressources permettant de soutenir ses combattants.

## Lacunes de la stratégie soviétique
(janvier 2022).
Si vous disposez d'ouvrages ou d'articles de référence ou si vous connaissez des sites web de qualité traitant du thème abordé ici, merci de compléter l'article en donnant les références utiles à sa vérifiabilité et en les liant à la section « Notes et références ».
Cette tactique a un certain succès car Massoud est contraint de signer un traité de cessez-le-feu en janvier 1983 qui va durer un an afin qu'il reconstruise son organisation. Le vrai problème est que ces victoires sont très temporaires[réf. nécessaire]. Il y a de sérieux problèmes avec cette tactique de grandes offensives punitives qui contribuent à l'impasse qui caractérise cette guerre. Les forces moudjahidines apprennent souvent à l'avance les offensives à venir par leurs compatriotes dans l'armée officielle afghane. Non seulement les civils et les moudjahidines arrivent à éviter la majorité des bombes, mais les guérilleros peuvent aussi prévoir des embuscades, poser des mines et déplacer les caches d'armes. Dès que les véhicules blindés et les hélicoptères arrivent, les guérilleros se retirent dans les vallées latérales et effectuent des petites embuscades plutôt que de s'attaquer aux Soviétiques de front[réf. nécessaire].

## Chronologie

### PanchirI- 9 avril 1980 / PanchirII- octobre 1980 / PanchirIII- 3 et 4 mars 1981
Les trois premières offensives sont des petites opérations impliquant seulement quatre bataillons. Les moudjahidines, qui ne sont pas assez forts pour affronter l'armée soviétique de front, se mêlent à la population locale et attendent généralement que les Soviétiques partent pour reprendre leurs activités.

### PanchirIV- 6 septembre 1981
À cette époque, Massoud a rassemblé suffisamment d'hommes pour résister ouvertement à l'assaut soviétique. Au cours de cette offensive, pour éviter de perdre des véhicules à cause des mines terrestres, les Soviétiques envoient leurs unités de sapeurs pour dégager la voie devant la force principale. Cette tactique s'avère coûteuse et la force d'attaque pénètre à seulement 25 km dans la vallée avant de se retirer, après avoir subi une centaine de pertes humaines.

### PanchirV- 16 mai 1982
La première grande offensive a été menée par une force de 12 000 soldats sous le commandement du général N.G. Ter-Grigoryan et est soutenue par 104 hélicoptères et 26 avions. L'assaut principal commence dans la nuit du 16 mai, après une intense préparation d'artillerie et un bombardement aérien. Tandis que des bataillons de fusiliers motorisés, précédés par des unités de reconnaissance, attaquent les principales cibles de l'entrée de la vallée, des unités aéroportées sont héliportées derrière les défenses principales des moudjahidines. En tout, 4 200 soldats sont transportés dans la vallée pour capturer les points stratégiques jusqu'à la frontière pakistanaise, dans le but de couper les lignes d'approvisionnement moudjahidines. Dans certaines régions, les combats sont intenses : quand un régiment parachutiste soviétique atterrit à l'est de Rukha, il est rapidement encerclé et subit de lourdes pertes. Les paras assiégés ne sont sauvés que grâce à l'arrivée d'un bataillon de fusiliers motorisés dirigé par le major Aouchev, qui force son chemin à travers les défenses moudjahidines, consistant en des points forts bien situés, et capture Rukha. Pour ses actions, Aouchev reçoit le titre de Héros de l'Union soviétique (le plus haut titre honorifique soviétique).
Massoud, qui s'attend à une attaque similaire aux précédentes, dispose ses défenses près de l'entrée de la vallée, et ne peut donc pas empêcher les Soviétiques de mettre pied dans le Panchir. Ils établissent trois bases principales à Rukha, Bazarak et Anava. La plupart des moudjahidines survivent à l'attaque et Massoud les divise en petits groupes mobiles qui combattent les Soviétiques dans toute la vallée.
Au cours de cette offensive, les Soviétiques réussissent à occuper une grande partie du Panchir et remportent quelques succès contre l'organisation de Massoud, comme la saisie de la liste des noms de 600 de ses agents à Kaboul. Toutefois, la plupart des rebelles échappent à la capture et ce n'est pas la victoire décisive les Soviétiques espéraient. En outre, leurs bases lourdement fortifiées ne leur donnent que le contrôle du fond de la vallée, tandis que les hauteurs environnantes sont toujours tenues par les moudjahidines. Pour cette raison, ils décident de lancer une sixième offensive.

### PanchirVI- août-septembre 1982
La sixième offensive consiste en une série de balayages effectués par des unités motorisées et par des unités de Spetsnaz aéroportées, lancées depuis leurs bases du Panchir, pour trouver et détruire les repaires moudjahidines. Elle est accompagnée par un intense bombardement aérien des villages soupçonnés d'abriter des groupes rebelles, notamment menées par des bombardiers Tu-16 décollant d'Union soviétique. Les troupes héliportées mènent des missions de recherche et destruction, encerclant les unités mobiles de Massoud et de détruisant certaines d'entre elles. Cependant, les pertes chez les moudjahidines sont faibles et la majorité des attaques affecte la population civile qui souffre énormément, beaucoup d'entre eux préférant fuir la vallée.
Malgré d'âpres combats, les Soviétiques sont incapables d'éradiquer les moudjahidines et la bataille tombe bientôt dans l'impasse. Pendant les cinquièmes et sixièmes offensives les Soviétiques comptent jusqu'à 3 000 blessés et 1 000 soldats de l'armée afghane désertent pour rejoindre les moudjahidines.
Une fois la vague de l'offensive passée, de nombreuses régions capturées par les forces soviétiques sont remises aux unités de l'armée afghane, qui souffrent d'un moral bas et d'un taux de désertion élevés. Ils sont la cible de contre-attaques de Massoud. Dans une série d'attaques surprises, plusieurs avant-postes du gouvernement tombent aux mains des rebelles. Le premier est l'avant-poste de l'armée afghane à Saricha, que les moudjahidines capturent en même temps que 80 prisonniers et huit chars, malgré la traversée d'un champ de mines. Le poste gouvernemental de Birjaman tombe peu de temps après et les moudjahidines peuvent reprendre certaines zones de cette manière. Ces opérations, ainsi que le harcèlement continu des garnisons soviétiques et des convois de ravitaillement, prouvent que les moudjahidines étaient loin d'être vaincus et convainquent les Soviétiques qu'ils doivent négocier une trêve avec Massoud.
En janvier 1983, pour la première fois, un cessez-le-feu d'une durée de six mois est conclu entre les Soviétiques et les moudjahidines, et il est étendu plus tard. Négocié par Massoud en personne avec le colonel Anatoly Tkachev de la direction générale des renseignements de l'État-major des forces armées soviétiques (GRU), l'accord stipule que les troupes soviétiques doivent évacuer le Panchir, sauf pour une petite garnison à Anava dont l'accès est contrôlé par les moudjahidines. La zone couverte par le cessez-le-feu inclut la vallée du Panchir, mais pas le col de Salang, où les combats continuent.
Massoud profite de la trêve pour étendre son influence sur des zones qui étaient détenues jusque-là par des factions hostiles fidèles au parti Hezb-i-Islami de Gulbuddin Hekmatyar, comme le district d'Andarab. Plus pacifiquement, il prend le contrôle du secteur de Khost-Fereng et de certaines régions du sud de la province de Takhâr tout en établissant des contacts avec d'autres groupes de guérilla dans la province de Baghlan et les persuade d'adopter son organisation militaire. Il ordonne également le renforcement des défenses dans cinq vallées latérales ainsi que dans le Panchir, permettant une défense en profondeur et se retire son quartier général à Shira Mandara, dans la province de Takhâr, en prévision de nouvelles attaques.

### PanchirVII- 19 avril à septembre 1984
En février 1984, Konstantin Tchernenko remplace Iouri Andropov en tant que Secrétaire général du Parti communiste de l'Union soviétique. Alors qu'Andropov avait soutenu le cessez-le-feu, Tchernenko, un disciple de Brejnev, estime que les guérilleros doivent être extirpés par une action militaire, une opinion qu'il partageait avec Babrak Karmal, le président de la république démocratique d'Afghanistan. En conséquence, une nouvelle offensive est prévue, qui, selon les termes de Karmal, devrait être décisive et impitoyable, et dans le but de détruire les bases de la vallée du Panchir, tous ceux qui y vivent doivent être tués. C'est la plus grande offensive dans la région à ce jour.
Cependant, certains Soviétiques qui étaient des partisans d'Andropov sont en désaccord avec cette politique et ils préviennent Massoud de l'attaque. Grâce à ces informations et à ses agents infiltrés dans le gouvernement, Massoud a une idée précise des plans de l'URSS et il est capable de les contrer. Pour éviter les pertes civiles, l'ensemble des 30 000 habitants du Panchir (qui étaient 100 000 avant la guerre) sont évacués vers des endroits sûrs. Seuls des groupes d'embuscade sont laissés pour retarder l'avance soviétique. Toutes les routes, les villages et les zones d'atterrissage pour hélicoptères sont lourdement minés. Tous ces préparatifs sont menés en secret et une activité symbolique est maintenue près de la base soviétique d'Anava pour tromper les Soviétiques en leur faisant croire qu'une défense conventionnelle est en préparation.
En tout, 11 000 soldats soviétiques et 2 600 soldats afghans menés par le maréchal soviétique Sergueï Sokolov participent à l'offensive, soutenus par 200 avions et 190 hélicoptères. Le 22 avril, après un bombardement de deux jours de la région par des bombardiers Tu-16, Tu-22M et Su-24, ils avancent rapidement dans le Panchir. Plusieurs bataillons sont positionnés près des passes clés menant hors de la vallée du Panchir tandis que de grands débarquements de troupes héliportées sont faits dans les vallées adjacentes à celle du Panchir. En bloquant les chemins de retraite des moudjahidines et en sécurisant les hauteurs, les Soviétiques les forcent à aller plus haut dans les montagnes alors qu'ils avaient dispersé leurs forces tandis qu'ils tentaient d'éviter d'être pris au piège par les déposes en hélicoptère. Une fois que la puissance des forces de Massoud a reçu un tel coup mortel, plutôt que de se retirer de la vallée comme ils l'avaient fait auparavant, ils commencent à mettre en place un système de forts et de postes de garde tout au long de la vallée principale tout en abandonnant le contrôle des vallées latérales. Ces tactiques se révèlent plus efficaces pour éradiquer les insurgés et briser leurs forces combattantes lors de l'offensive, mais a un succès limité à long terme. Les forts et les avant-postes le long de la vallée du Panchir sont incapables de protéger les routes et les convois comme ils l'avaient espéré et ces installations sont des cibles de choix pour les harcèlements des moudjahidines. Une grande partie de la vallée est occupée, mais les Soviétiques payent un lourd tribut, beaucoup de soldats sont tués par les mines et les embuscades. Le 30 avril, au cours d'une bataille dans la vallée de Hazara, le 1er bataillon du 682e régiment d'infanterie motorisé est décimé : les pertes des troupes soviétiques sont estimées à 60 morts.
Pour les Soviétiques, l'opération est partiellement couronnée de succès : une partie des infrastructures des moudjahidines, créées à l'époque de la trêve en 1982-1983, sont détruites. Babrak Karmal effectue même une visite de propagande au Panchir, qui est devenu depuis quelque temps une zone sûre. Cependant, il apparaît rapidement que la plupart des forces de Massoud ont échappé à l'assaut et sont encore en mesure de mener à bien leurs tactiques de harcèlement. Finalement, en septembre, les forces soviétiques et officielles afghanes évacuent une nouvelle fois la vallée du Panchir, en ne laissant des forces d'occupation que dans la partie inférieure de la vallée.

### PanchirVIII- septembre 1984
La huitième offensive est une suite de la septième, impliquant majoritairement des forces aéroportées.

### PanchirIX- 16 juin 1985
La neuvième offensive est menée en représailles de la destruction de la garnison de l'armée régulière afghane à Peshgur, au cours de laquelle des groupes mobiles de Massoud font 500 prisonniers dont 126 officiers et tuent un brigadier de l'armée afghane. Les prisonniers sont ensuite conduis dans les montagnes où les moudjahidines affirment qu'ils ont été tués par un bombardement aérien soviétique, une affirmation jugée suspecte par certains.
Initiée des heures après le raid, la contre-attaque soviétique installe une nouvelle garnison à Peshgur et poursuit les moudjahidines en retraite. Le groupe escortant les officiers afghans capturés est pris à découvert par des hélicoptères soviétiques et la plupart des prisonniers sont tués dans la lutte qui s'ensuit, chaque camp rejetant la responsabilité de l'incident sur l'autre.

## Conséquences
En 1986, Mikhaïl Gorbatchev annonce son intention de retirer le contingent soviétique d'Afghanistan. Dès lors, les Soviétiques sont principalement préoccupés par le fait d'éviter les pertes dans le secteur du Panchir et observent une trêve tacite : les tirs sont interdits pour les troupes soviétiques sans provocation de la part des moudjahidines et les moudjahidines se retiennent d'attaquer les bases soviétiques. Malgré les provocations ordonnées par le gouvernement de Najibullah pour forcer les Soviétiques à poursuivre les combats, la situation générale reste calme, permettant à Massoud pour réaliser son « offensive stratégique » en capturant une grande partie des provinces de Baghlan et Takhâr. Les dernières troupes soviétiques et afghanes présentes dans la partie inférieure de la vallée du Panchir sont finalement évacuées en juin 1988.